# Nederlands Film Festival 2007
Het Nederlands Film Festival 2007, was de 27e editie en werd gehouden van 26 september tot en met 6 oktober in Utrecht. Het festival trok 125.000 bezoekers en de festivaldirecteur was Doreen Boonekamp. De jury voor de Gouden Kalf bestond uit: voorzitter Paula van der Oest, André van Duren, Pieter Fleury, Ronald Giphart, Brigit Hillenius, Jannie Langbroek en Reinier Selen.

## Prijzen

### Gouden Kalf
- Best korte film: Anna van der Heide voor Missiepoo16
- Beste korte documentaire: Simone de Vries voor Raak me waar ik voelen kan
- Beste lange documentaire: Jeroen Berkvens voor Jimmy Rosenberg - De vader, de zoon & het talent
- Beste tv-drama: Peter de Baan voor De Prins en het Meisje
- Beste production design: Maarten Piersma voor Nightwatching
- Beste camera: Richard Van Oosterhout voor Wolfsbergen
- Beste geluid: Mark Glynne, Kees de Groot, Joost Roskam en Pepijn Aben voor Tussenstand
- Beste montage: Herman P. Koerts voor Kruistocht in spijkerbroek
- Beste muziek: Vincent van Warmerdam voor Kicks
- Beste mannelijke bijrol: Jan Decleir voor zijn rol in Wolfsbergen
- Beste vrouwelijke bijrol: Sylvia Hoeks voor haar rol in Duska
- Beste acteur: Marcel Hensema voor zijn rol in Wild Romance
- Beste actrice: Elsie de Brauw voor haar rol in Tussenstand
- Beste scenario: Peter Greenaway voor Nightwatching
- Beste regie: Mijke de Jong voor Tussenstand
- Beste lange speelfilm: Kees Kasander van The Kasander Film Company voor Kruistocht in spijkerbroek

### Overige
- Speciale juryprijs: Halina Reijn en Fedja van Huêt voor hun prestatie in De Prins en het Meisje
- KPN Publieksprijs: Waar is het paard van Sinterklaas? van Mischa Kamp
- Prijs van de Nederlandse filmkritiek: Tussenstand van Mijke de Jong
- Cultuurprijs 2007: cameraman Robby Müller
- Filmprijs van de stad Utrecht: Threes Anna voor haar film The bird can't fly
- Kodak NPP Ontwikkelingsprijs: regie- en scenarioduo Berend Boorsma en Roel Boorsma en producent San Fu Maltha voor het speelfilmproject Milo
- KPN NOFF Juryprijs: Casimiration van Iris Piers
- KPN NOFF Publieksprijs: Marzipan van Carolina Feix
- Tuschinski Award: Pappa is weg... en ik wilde nog wat vragen van Marijn Frank
- Talent&Pro Award: Los van Steven Wouterlood
- MovieSquad Award: Blind van Tamar van den Dop
- MovieSquad Junior Award: Waar is het paard van Sinterklaas? van Mischa Kamp
- Cinema.nl Afficheprijs: Ellen ten Damme - As I was wondering where this mixed-up little life of mine was leading to, ontworpen door Paul Postma
- 48 Hour Film Project: Souvenir van Henk Haselager